# Campanha de Galípoli
A Campanha de Galípoli (em turco: Çanakkale Muharebeleri), também conhecida como Batalha dos Dardanelos, teve como palco a península de Galípoli (em turco: Gelibolu) no que é hoje a Turquia ocidental, de 25 de abril de 1915 a 9 de janeiro de 1916, durante a Primeira Guerra Mundial. Foi uma das campanhas mais custosas e trágicas da guerra. Forças britânicas, francesas, australianas e neozelandesas desembarcaram em Galípoli, numa tentativa de invasão da Turquia e captura do estreito dos Dardanelos. A tentativa falhou, com pesadas perdas para ambos os lados. Os aliados se retiraram do local durante os meses de dezembro de 1915 e janeiro de 1916.
As divisões ANZAC (Australian and New Zealand Army Corps) se viram especialmente danificadas, e esta campanha passou a significar certa dissensão por parte dos aliados oriundos da Nova Zelândia e da Austrália, que acusaram as tropas britânicas de arrogância, crueldade e inaptidão, bem como principais responsáveis pelo fracasso das operações. O Anzac Day (25 de abril) continua a ser a comemoração mais significativa dos veteranos na Austrália e na Nova Zelândia, superando o Dia do Armistício / Dia da Memória.
A Campanha de Galípoli repercutiu profundamente em todas as nações envolvidas. Na Turquia, a batalha é percebida como um momento definitivo na história da nação — a defesa final da terra-mãe após séculos de desintegração do Império Otomano. A luta estabeleceu as bases para a Guerra de Independência Turca e a fundação da República Turca oito anos mais tarde, sob Atatürk, ele próprio um comandante em Galípoli.

## Operações navais

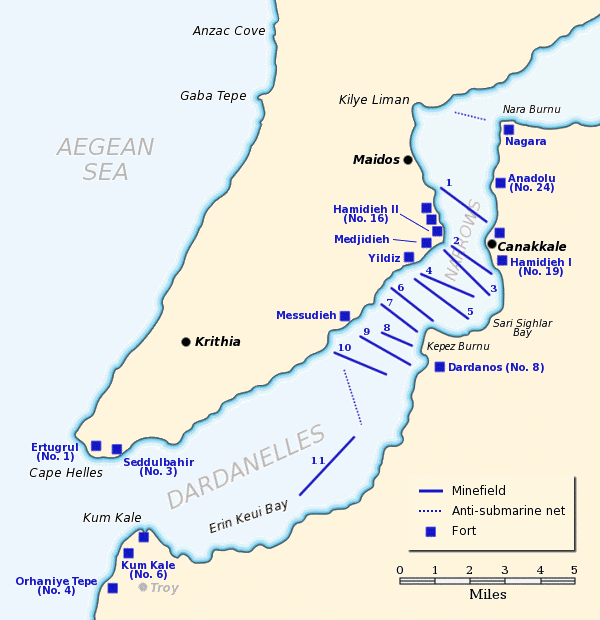
As defesas do estreito dos Dardanelos em fevereiro e março de 1915, mostrando os campos minados, as redes antissubmarino e as baterias de costa

No início de 1915, tentando obter importante vantagem estratégica, o governo britânico autorizou o ataque à península de Galípoli tendo por objetivo final capturar Istambul, capital do Império Otomano, bem como obter uma rota segura para a Rússia através do mar Negro. Em 13 de janeiro o Conselho de Guerra Britânico aprovou os planos para uma operação naval no estreito dos Dardanelos.
As defesas do estreito estavam divididas em externas, intermediárias e internas. As defesas externas estavam suscetíveis a bombardeios navais, enquanto as defesas internas se localizavam na parte mais estreita da passagem, perto de Çanakkale. A área era defendida ainda por uma série de dez áreas marítimos minadas, contendo 370 minas.
Em 19 de fevereiro de 1915 dois navios britânicos foram enviados para sondar a entrada dos Dardanelos e foram engajados pelas baterias das defesas externas de Kum Kale, o bombardeio foi longo e pesado durante o dia. Em 25 de fevereiro uma nova tentativa foi realizada e, com o abandono dos otomanos das fortificações mais externas, a frota aliada penetrou no estreito e engajou as defesas intermediárias. Equipes de demolição dos Fuzileiros Navais Britânicos atacaram as defesas de Sedd el Bahr e Kum Kale encontrando pouca resistência.
Navios caça-minas foram despachados, e lograram penetrar cerca de 10 km para dentro do estreito dos Dardanelos, mas o trabalho de limpeza das minas marítimas ali colocadas era lento devido à forte correnteza na área e pela falta de prática das tripulações dos navios, que eram em sua maioria civis, e não estavam acostumadas a trabalhar sob fogo. Desse modo, avançar ainda mais dentro do estreito se tornara impossível para a frota aliada, pois as fortificações otomanas se encontravam agora muito afastadas para serem neutralizadas pela artilharia dos navios aliados. A falta de progresso dos aliados encorajou os defensores otomanos.
Winston Churchill, então Primeiro Lorde do Almirantado, impaciente com o lento avanço que o almirante sir Sackville Hamilton Carden realizava em Galípoli, exigiu que o próximo estágio do plano fosse iniciado. O plano consistia em um avanço de toda frota aliada à luz do dia, protegendo os caça-minas que deveriam limpar a área minada. O almirante Carden, com sérias dificuldades para tomar tal decisão, começou a apresentar sinais de estresse e insônia. Em 15 de março, seu médico informou que o comandante estava à beira de um colapso nervoso. Foi então enviado de volta para casa e substituído pelo vice-almirante sir John de Robeck que imediatamente ordenou que a toda a frota aliada avançasse através do estreito dos Dardanelos.
Secretamente os otomanos haviam lançado uma 11.ª linha de minas na região da baía de Eren Köy. Cerca de 20 a 26 minas foram instaladas paralelamente à costa, fato que passou despercebido aos reconhecimentos aliados e que seria decisivo na batalha que se aproximava.
Em 18 de março de 1915, os 18 navios de guerra da frota aliada penetraram no estreito. A frota foi distribuída em três linhas pelo almirante Carden, sendo duas britânicas e uma francesa, com navios de apoio no flanco e dois em reserva:
| Linha A britânica | HMS Queen Elizabeth | HMS Agamemnon     | HMS Lord Nelson | HMS Inflexible |
| Linha B francesa  | Gaulois             | Charlemagne       | Bouvet          | Suffren        |
| Linha C britânica | HMS Vengeance       | HMS Irresistible  | HMS Albion      | HMS Ocean      |
| Navios de apoio   | HMS Majestic        | HMS Prince George | HMS Swiftsure   | HMS Triumph    |
| Reserva           | HMS Canopus         | HMS Cornwallis    |                 |                |

No início a frota conseguiu fazer bom progresso, apesar do intenso bombardeio das baterias otomanas. A certa altura o Bouvet realizou uma manobra na região da baía de Eren Köy e colidiu com uma mina, e em poucos minutos adernou e afundou, matando os 600 homens da tripulação. Próximo do mesmo local, o HMS Inflexible bateu em outra mina, o que causou a morte de cerca de 30 homens, mas permaneceu flutuando e acabou encalhado na ilha de Bozcaada. Em seguida foi a vez do HMS Irresistible também atingir uma mina e ficar inoperante. O HMS Ocean foi despachado para rebocá-lo mas, ao chegar à área, uma mina destruiu seu leme, e o navio ficou à deriva. A maior parte da tripulação desses dois navios conseguiu ser resgatada com vida, mas os navios tiveram que ser abandonados.
Após os reveses do dia 18 de março, a frota aliada foi forçada a se retirar, após contar uma perda de mais de 700 homens. A frota aliada perdeu três navios, que foram afundados, e teve outros três severamente danificados. As dez linhas do campo minado permaneciam quase intactas, e as defesas internas, com baterias de artilharia de costa, ainda não haviam sido engajadas.

## Operações terrestres

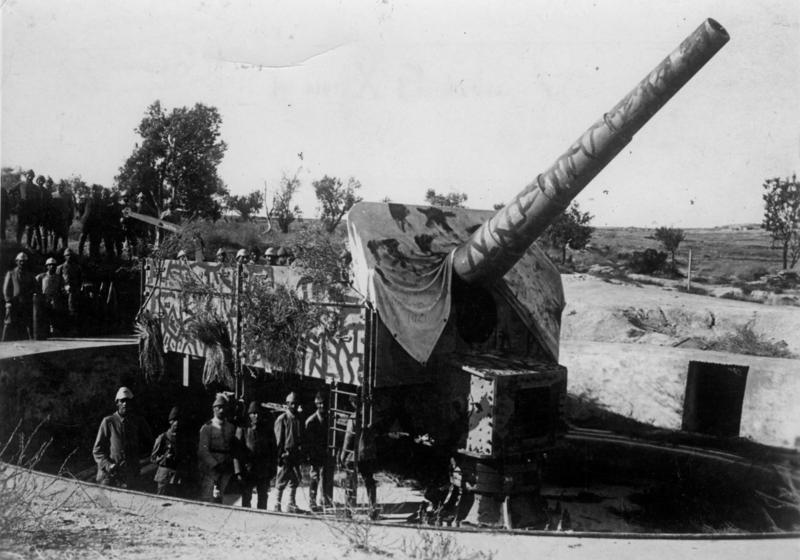
Artilharia pesada otomana retirada do cruzador alemão, 1915

O vice-almirante sir John de Robeck informou Winston Churchill que não seria possível capturar a península de Galípoli sem a ajuda do exército. O general sir Ian Hamilton, comandante da Força Expedicionária do Mediterrâneo aquartelada na ilha grega de Lemnos, participou em 22 de março de uma conferência com o almirante Robeck a bordo do HMS Queen Elizabeth, onde tomaram a decisão de realizar o desembarque anfíbio em larga escala em Galípoli.
Líderes do exército grego informaram lorde Horatio Herbert Kitchener, Secretário de Estado da Guerra, que ele precisaria de cerca de 150 000 homens para tomar Galípoli. Kitchener concluiu que somente a metade seria necessária. Enviou a experiente 29.º Divisão Britânica para se juntar às tropas da Austrália, Nova Zelândia e tropas coloniais francesas em Lemnos.

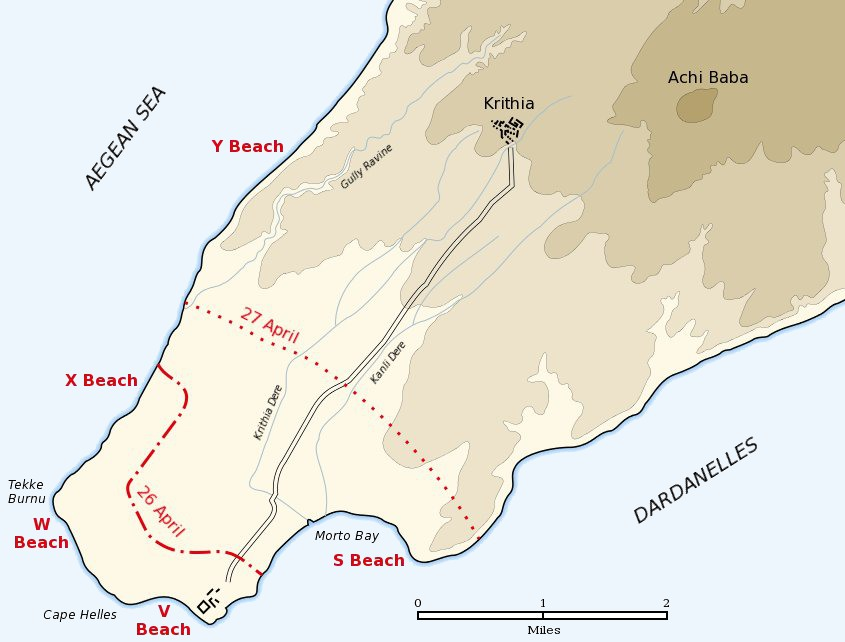
Cabo Helles: As praias de desembarque

Informações chegaram ao comandante do Quinto Exército Otomano, o tenente-general alemão Otto Liman von Sanders, a respeito dos 70 000 homens aliados reunidos na ilha grega. Von Sanders prevendo o ataque iminente, começou a posicionar seus 84 000 homens ao longo da costa onde ele esperava que os planos de invasão tivessem lugar.

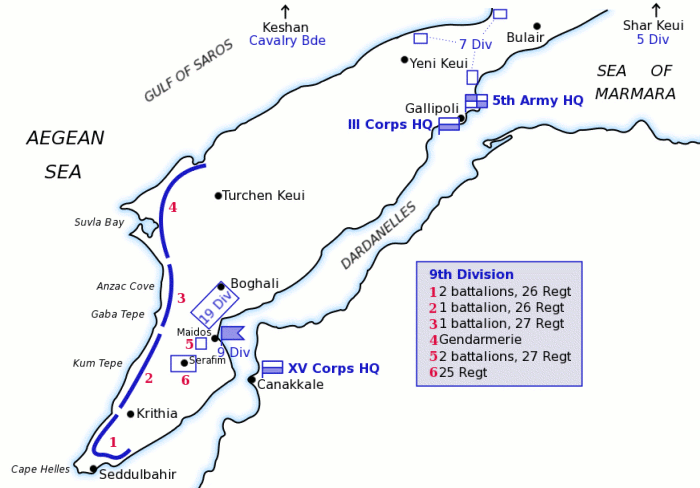
Disposição do 5.º Exército Otomano

O comandante da 19.ª Divisão de Exército, Mustafa Kemal, com sua experiência anterior em operações militares na região de Galípoli, conseguiu prever o lugar onde os desembarques aliados ocorreriam, e deteve as tropas aliadas no local até a retirada final. Angariou fama e tornou-se um herói nacional, sendo o primeiro presidente da república no pós-guerra.
O ataque se iniciou em 25 de abril de 1915 com o estabelecimento de duas cabeças-de-ponte, em Helles e Gaba Tepe. Outro grande desembarque teve lugar na baía de Sulva em 6 de agosto. Entretanto as tentativas de tomar toda a península fracassaram, frente a resistência tenaz oferecida pelas forças otomanas. Até ao final de agosto os aliados haviam perdido mais de 40 000 homens. O general Ian Hamilton solicitou mais 95 000 homens, embora apoiado por Winston Churchill, Kitchener não estava disposto a enviar mais tropas para a área, uma vez que não podia desfalcar a frente ocidental na Europa.
Em 14 de outubro, o general Hamilton foi substituído pelo tenente-general sir Charles Monro. Após percorrer as três frentes de combate, o general Monro recomendou uma retirada imediata das forças aliadas. Lord Kitchener, que chegou à frente de combate duas semanas depois, concordou que os 105 000 homens restantes deveriam ser retirados. A operação começou pela baía de Sulva em 7 de dezembro. As últimas unidades foram evacuadas do cabo Helles em 9 de janeiro de 1916.

## Resultado final

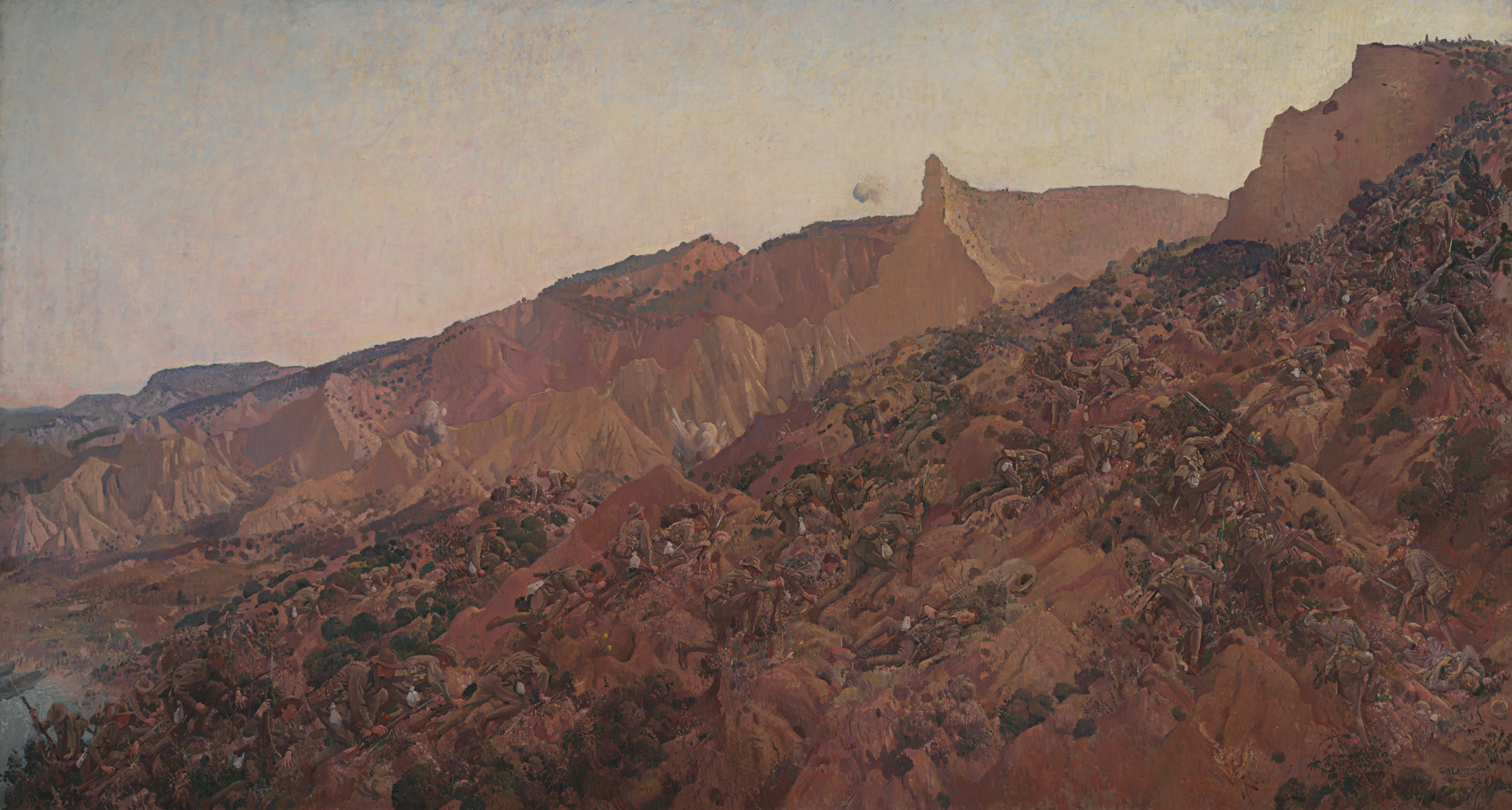
Divisões ANZAC desembarcam em Galípoli, 1915

Cerca de 480 000 soldados aliados tomaram parte na fracassada Campanha de Galípoli. As tentativas de abrir caminho através da península de Galípoli resultaram infrutíferas, devido às dificuldades do terreno e à obstinada resistência das tropas otomanas. O estreito dos Dardanelos permaneceu fechado para a Tríplice Entente até o final da guerra, dificultando o apoio de Inglaterra e França ao Império Russo.
Os britânicos e seus aliados tiveram cerca de 220 000 baixas (43 000 mortos). Houve mais de 33 600 perdas entre as tropas ANZAC (mais de 1/3 de mortos). As tropas coloniais francesas tiveram 47 000 baixas (5 000 mortos). Do outro lado, as baixas otomanas são estimadas atualmente em cerca de 250 000 (65 000 mortos).

### Livros
- Kernosovsky, Anton (1938). История русской армии: Борьба на Кавказе [History of the Russian army: Struggle in Caucasus] (PDF). [S.l.: s.n.]
- Aspinall-Oglander, Cecil Faber (1929). Military Operations Gallipoli: Inception of the Campaign to May 1915. Col: History of the Great War Based on Official Documents by Direction of the Historical Section of the Committee of Imperial Defence. I 1st ed. Londres: Heinemann. OCLC 464479053
- Aspinall-Oglander, Cecil Faber (1992) [1932]. Military Operations Gallipoli: May 1915 to the Evacuation. Col: History of the Great War Based on Official Documents by Direction of the Historical Section of the Committee of Imperial Defence. II facs. repr. Imperial War Museum Department of Printed Books and Battery Press ed. Londres: Heinemann. ISBN 978-0-89839-175-6
- Austin, Ronald; Duffy, Jack (2006). Where Anzacs Sleep: the Gallipoli Photos of Captain Jack Duffy, 8th Battalion. McCrae, Victoria: Slouch Hat Publications. ISBN 978-0-9758353-2-6
- Baldwin, Hanson (1962). World War I: An Outline History. Londres: Hutchinson. OCLC 793915761
- Bean, Charles (1941a) [1921]. The Story of ANZAC from the Outbreak of War to the End of the First Phase of the Gallipoli Campaign, May 4, 1915. Col: Official History of Australia in the War of 1914–1918. I 11th ed. Sydney: Angus and Robertson. OCLC 220878987. Consultado em 11 de julho de 2015. Cópia arquivada em 6 de setembro de 2019
- Bean, Charles (1941b) [1921]. The Story of Anzac from 4 May 1915, to the Evacuation of the Gallipoli Peninsula. Col: Official History of Australia in the War of 1914–1918. II 11th ed. Canberra: Australian War Memorial. OCLC 39157087. Consultado em 11 de julho de 2015. Cópia arquivada em 6 de setembro de 2019
- Becke, Major Archibald Frank (1937). Order of Battle of Divisions: The 2nd-Line Territorial Force Divisions (57th–69th) with The Home-Service Divisions (71st–73rd) and 74th and 75th Divisions. Col: History of the Great War Based on Official Documents by Direction of the Historical Section of the Committee of Imperial Defence. IIb. Londres: HMSO. ISBN 978-1-871167-00-9
- Ben-Gavriel, Moshe Ya'aqov (1999).  Wallas, Armin A., ed. Tagebücher: 1915 bis 1927 [Diaries, 1915–1927] (em alemão). Wien: Böhlau. ISBN 978-3-205-99137-3
- Brenchley, Fred; Brenchley, Elizabeth (2001). Stoker's Submarine: Australia's Daring Raid on the Dardanellles on the Day of the Gallipoli Landing. Sydney: Harper Collins. ISBN 978-0-7322-6703-2
- Broadbent, Harvey (2005). Gallipoli: The Fatal Shore. Camberwell, Victoria: Viking/Penguin. ISBN 978-0-670-04085-8
- Butler, Daniel Allen (2011). Shadow of the Sultan's Realm: The Destruction of the Ottoman Empire and the Creation of the Modern Middle East. Washington, D.C.: Potomac Books. ISBN 978-1-59797-496-7
- Burt, R. A. (1988). British Battleships 1889–1904. Annapolis, Maryland: Naval Institute Press. ISBN 978-0-87021-061-7
- Cameron, David (2011). Gallipoli: The Final Battles and Evacuation of Anzac. Newport, NSW: Big Sky. ISBN 978-0-9808140-9-5
- Carlyon, Les (2001). Gallipoli. Sydney: Pan Macmillan. ISBN 978-0-7329-1089-1
- Cassar, George H. (2004). Kitchener's War: British Strategy from 1914 to 1916. Lincoln, Nebraska: Potomac Books. ISBN 978-1-57488-709-9
- Clodfelter, M. (2017). Warfare and Armed Conflicts: A Statistical Encyclopedia of Casualty and Other Figures, 1492–2015 4th ed. Jefferson, North Carolina: McFarland. ISBN 978-0786474707
- Coates, John (1999). Bravery above Blunder: The 9th Australian Division at Finschhafen, Sattelberg and Sio. South Melbourne: Oxford University Press. ISBN 978-0-19-550837-6
- Corbett, J. S. (2009a) [1920]. Naval Operations. Col: History of the Great War Based on Official Documents by Direction of the Historical Section of the Committee of Imperial Defence. I repr. Imperial War Museum Department of Printed Books and Naval & Military Press ed. Londres: Longmans. ISBN 978-1-84342-489-5. Consultado em 27 de maio de 2014
- Corbett, J. S. (2009b) [1923]. Naval Operations. Col: History of the Great War Based on Official Documents by Direction of the Historical Section of the Committee of Imperial Defence. III repr. Imperial War Museum Department of Printed Books and Naval & Military Press ed. Londres: Longmans. ISBN 978-1-84342-491-8. Consultado em 27 de maio de 2014
- Coulthard-Clark, Chris (2001). The Encyclopaedia of Australia's Battles 2nd ed. Crow's Nest, NSW: Allen & Unwin. ISBN 978-1-86508-634-7
- Cowan, James (1926). The Maoris in the Great War (including Gallipoli). Auckland, NZ: Whitcombe & Tombs for the Maori Regimental Committee. OCLC 4203324. Consultado em 3 de fevereiro de 2023. Cópia arquivada em 2 de fevereiro de 2023
- Crawford, John; Buck, Matthew (2020). Phenomenal and Wicked: Attrition and Reinforcements in the New Zealand Expeditionary Force at Gallipoli. Wellington: New Zealand Defence Force. ISBN 978-0-478-34812-5
- «ebook». New Zealand Defence Force. 2020. Consultado em 19 de agosto de 2020. Cópia arquivada em 8 de agosto de 2020
- Dando-Collins, Stephen (2012). Crack Hardy: From Gallipoli to Flanders to the Somme, the True Story of Three Australian Brothers at War. North Sydney: Vintage Books. ISBN 978-1-74275-573-1
- Dennis, Peter; Grey, Jeffrey; Morris, Ewan; Prior, Robin; Bou, Jean (2008). The Oxford Companion to Australian Military History 2nd ed. Melbourne: Oxford University Press. ISBN 978-0-19-551784-2
- Dexter, David (1961). The New Guinea Offensives. Col: Australia in the War of 1939–1945, Series 1 – Army. VII 1st ed. Canberra, ACT: Australian War Memorial. OCLC 2028994. Consultado em 14 de julho de 2015. Cópia arquivada em 17 de março de 2021
- Dutton, David (1998). The Politics of Diplomacy: Britain, France and the Balkans in the First World War. Londres: I. B. Tauris. ISBN 978-1-86064-112-1
- Eren, Ramazan (2003). Çanakkale Savaş Alanları Gezi Günlüğü [Çanakkale War Zone Travel Diary] (em turco). Çanakkale: Eren Books. ISBN 978-975-288-149-5
- Erickson, Edward J. (2001a) [2000]. Ordered to Die: A History of the Ottoman Army in the First World War. Westport, Connecticut: Greenwood. ISBN 978-0-313-31516-9
- Erickson, Edward J. (2015) [2010]. Gallipoli: the Ottoman Campaign. Barnsley: Pen & Sword. ISBN 978-1783461660
- Erickson, Edward J. (2013). Ottomans and Armenians: A Study in Counterinsurgency. New York: Palgrave Macmillan. ISBN 978-1-137-36220-9
- Falls, Cyril; MacMunn, George (maps) (1996) [1928]. Military Operations Egypt & Palestine from the Outbreak of War with Germany to June 1917. Col: Official History of the Great War Based on Official Documents by Direction of the Historical Section of the Committee of Imperial Defence. I repr. Imperial War Museum and Battery Press ed. Londres: HMSO. ISBN 978-0-89839-241-8
- Falls, Cyril; Becke, A. F. (maps) (1930). Military Operations Egypt & Palestine: From June 1917 to the End of the War. Col: Official History of the Great War Based on Official Documents by Direction of the Historical Section of the Committee of Imperial Defence. II. Part 1. Londres: HMSO. OCLC 644354483
- Fewster, Kevin; Basarin, Vecihi; Basarin, Hatice Hurmuz (2003) [1985]. Gallipoli: The Turkish Story. Crow's Nest, NSW: Allen & Unwin. ISBN 978-1-74114-045-3
- Frame, Tom (2004). No Pleasure Cruise: The Story of the Royal Australian Navy. Crow's Nest, NSW: Allen & Unwin. ISBN 978-1-74114-233-4
- Fromkin, David (1989). A Peace to End All Peace: The Fall of the Ottoman Empire and the Creation of the Modern Middle East. New York: Henry Holt. ISBN 978-0-8050-0857-9
- Gatchel, Theodore L. (1996). At the Water's Edge: Defending against the Modern Amphibious Assault. Annapolis, Maryland: Naval Institute Press. ISBN 978-1-55750-308-4
- Grey, Jeffrey (2008). A Military History of Australia 3rd ed. Port Melbourne: Cambridge University Press. ISBN 978-0-521-69791-0
- Griffith, Paddy (1998). British Fighting Methods in the Great War. Londres: Routledge. ISBN 978-0-7146-3495-1
- Gullett, Henry Somer (1941) [1923]. The Australian Imperial Force in Sinai and Palestine, 1914–1918. Col: Official History of Australia in the War of 1914–1918. VII 10th ed. Sydney: Angus and Robertson. OCLC 220901683. Consultado em 14 de julho de 2015. Cópia arquivada em 10 de agosto de 2019
- Hall, Richard (2010). Balkan Breakthrough: The Battle of Dobro Pole 1918. Bloomington: Indiana University Press. ISBN 978-0-253-35452-5
- Halpern, Paul G. (1995). A Naval History of World War I. Annapolis, Maryland: Naval Institute Press. ISBN 978-1-55750-352-7
- Harrison, Mark (2010). The Medical War: British Military Medicine in the First World War. Oxford: Oxford University Press. ISBN 978-0-19957-582-4
- Hart, Peter (2013b) [2011]. Gallipoli. Londres: Profile Books. ISBN 978-1-84668-161-5
- Haythornthwaite, Philip (2004) [1991]. Gallipoli 1915: Frontal Assault on Turkey. Col: Campaign Series. Londres: Osprey. ISBN 978-0-275-98288-1
- Holmes, Richard, ed. (2001). The Oxford Companion to Military History. Oxford: Oxford University Press. ISBN 978-0-19-866209-9
- Hore, Peter (2006). The Ironclads. Londres: Southwater. ISBN 978-1-84476-299-6
- James, Robert Rhodes (1995) [1965]. Gallipoli: A British Historian's View. Parkville, VIC: Department of History, University of Melbourne. ISBN 978-0-7325-1219-4
- Jobson, Christopher (2009). Looking Forward, Looking Back: Customs and Traditions of the Australian Army. Wavell Heights, Queensland: Big Sky. ISBN 978-0-9803251-6-4
- Jose, Arthur (1941) [1928]. The Royal Australian Navy, 1914–1918. Col: Official History of Australia in the War of 1914–1918. IX 9th ed. Canberra: Australian War Memorial. OCLC 271462423. Consultado em 14 de julho de 2015. Cópia arquivada em 12 de julho de 2015
- Jung, Peter (2003). Austro-Hungarian Forces in World War I. Part 1. Oxford: Osprey. ISBN 978-1-84176-594-5
- Keogh, Eustace; Graham, Joan (1955). Suez to Aleppo. Melbourne: Directorate of Military Training (Wilkie). OCLC 220029983
- Kinloch, Terry (2007). Devils on Horses: In the Words of the Anzacs in the Middle East 1916–19. Auckland, NZ: Exisle. OCLC 191258258
- Kinross, Patrick (1995) [1964]. Ataturk: The Rebirth of a Nation. Londres: Phoenix. ISBN 978-0-297-81376-7
- Lepetit, Vincent; Tournyol du Clos, Alain; Rinieri, Ilario (1923). La campagne d'Orient (Dardanelles et Salonique). Tome VIII. Premier Volume. (février 1915-août 1916) [8,1] [Ministry of War, Staff of the Army, Historical Service, French Armies in the Great War]. Col: Les armées françaises dans la Grande guerre. Based on Official Documents by Direction of the Ministère De la Guerre, Etat-Major de l'Armée – Service Historique (em francês). I. Paris: Imprimerie Nationale. OCLC 491775878. Consultado em 20 de setembro de 2020. Cópia arquivada em 8 de abril de 2022
- Lewis, Wendy; Balderstone, Simon; Bowan, John (2006). Events That Shaped Australia. Frenchs Forest, NSW: New Holland. ISBN 978-1-74110-492-9
- Lockhart, Sir Robert Hamilton Bruce (1950). The Marines Were There: The Story of the Royal Marines in the Second World War. Londres: Putnam. OCLC 1999087
- McCartney, Innes (2008). British Submarines of World War I. Oxford: Osprey. ISBN 978-1-84603-334-6
- McGibbon, Ian, ed. (2000). The Oxford Companion to New Zealand Military History. Auckland, NZ: Oxford University Press. ISBN 978-0-19-558376-2
- Mitchell, Thomas John; Smith, G. M. (1931). Casualties and Medical Statistics of the Great War. Col: History of the Great War. Based on Official Documents by Direction of the Committee of Imperial Defence. Londres: HMSO. OCLC 14739880
- Moorehead, Alan (1997) [1956]. Gallipoli. Ware: Wordsworth. ISBN 978-1-85326-675-1
- Neillands, Robin (2004) [1998]. The Great War Generals on the Western Front 1914–1918. London Books: Magpie. ISBN 978-1-84119-863-7
- Newton, L. M. (1925). The Story of the Twelfth: A Record of the 12th Battalion, A. I. F. during the Great War of 1914–1918. [S.l.]: Slouch Hat Publications
- Nicholson, Gerald W. L. (2007). The Fighting Newfoundlander. Col: Carleton Library Series. CCIX. [S.l.]: McGill-Queen's University Press. ISBN 978-0-7735-3206-9
- O'Connell, John (2010). Submarine Operational Effectiveness in the 20th Century (1900–1939). Part One. New York: Universe. ISBN 978-1-4502-3689-8
- Özakman, Turgut (2008). Dirilis: Canakkale 1915. Ankara: Bilgi Yayinev. ISBN 978-975-22-0247-4
- Parker, John (2005). The Gurkhas: The inside Story of the World's Most Feared Soldiers. Londres: Headline Books. ISBN 978-0-7553-1415-7
- Perrett, Bryan (2004). For Valour: Victoria Cross and Medal of Honor Battles. Londres: Cassel Military Paperbacks. ISBN 978-0-304-36698-9
- Perry, Frederick (1988). The Commonwealth Armies: Manpower and Organisation in Two World Wars. Manchester: Manchester University Press. ISBN 978-0-7190-2595-2
- Pick, Walter Pinhas (1990). «Meissner Pasha and the Construction of Railways in Palestine and Neighbouring Countries». In:  Gilbar, Gad. Ottoman Palestine, 1800–1914: Studies in Economic and Social History. Leiden: Brill Archive. ISBN 978-90-04-07785-0
- Pitt, Barrie; Young, Peter (1970). History of the First World War. III. Londres: B.P.C. OCLC 669723700
- Powles, C. Guy; Wilkie, A. (1922). The New Zealanders in Sinai and Palestine. Col: Official History New Zealand's Effort in the Great War. III. Auckland, NZ: Whitcombe & Tombs. OCLC 2959465. Consultado em 15 de julho de 2016. Cópia arquivada em 2 de fevereiro de 2016
- Thys-Şenocak, Lucienne; Aslan, Carolyn (2008). «Narratives of Destruction and Construction: The Complex Cultural Heritage of the Gallipoli Peninsula». In:  Rakoczy, Lila. The Archaeology of Destruction. Newcastle: Cambridge Scholars. pp. 90–106. ISBN 978-1-84718-624-9
- Rance, Philip (ed./trans.) (2017). The Struggle for the Dardanelles. Major Erich Prigge. The Memoirs of a German Staff Officer in Ottoman Service. Barnsley: Pen & Sword. ISBN 978-1-78303-045-3
- Reagan, Geoffrey (1992). The Guinness Book of Military Anecdotes. Enfield: Guinness. ISBN 978-0-85112-519-0
- Simkins, Peter; Jukes, Geoffrey; Hickey, Michael (2003). The First World War: The War to End All Wars. Oxford: Osprey. ISBN 978-1-84176-738-3
- Snelling, Stephen (1995). VCs of the First World War: Gallipoli. Thrupp, Stroud: Gloucestershire Sutton. ISBN 978-0-905778-33-4
- Strachan, Hew (2003) [2001]. The First World War: To Arms. I. Oxford: Oxford University Press. ISBN 978-0-19-926191-8
- Stevens, David (2001). The Royal Australian Navy. Col: The Australian Centenary History of Defence. III. South Melbourne, Victoria: Oxford University Press. ISBN 978-0-19-555542-4
- Stevenson, David (2005). 1914–1918: The History of the First World War. Londres: Penguin. ISBN 978-0-14-026817-1
- Taylor, Alan John Percivale (1965). English History 1914–1945 Pelican 1982 ed. Oxford: Oxford University Press. ISBN 978-0-19-821715-2
- Tauber, Eliezer (1993). The Arab Movements in World War I. Londres: Routledge. ISBN 978-0-7146-4083-9
- Travers, Tim (2001). Gallipoli 1915. Stroud: Tempus. ISBN 978-0-7524-2551-1
- Usborne, Cecil (1933). Smoke on the Horizon: Mediterranean Fighting, 1914–1918. Londres: Hodder and Stoughton. OCLC 221672642
- Wahlert, Glenn (2008). Exploring Gallipoli: An Australian Army Battlefield Guide. Col: Australian Army Campaign Series. IV. Canberra: Army History Unit. ISBN 978-0-9804753-5-7
- Wavell, Field Marshal Earl (1968) [1933]. «The Palestine Campaigns». In:  Sheppard, Eric William. A Short History of the British Army 4th ed. Londres: Constable. OCLC 35621223
- Weigley, Russell F. (2005). «Normandy to Falaise: A Critique of Entente Operational Planning in 1944». In:  Krause, Michael D.; Phillips, R. Cody. Historical Perspectives of the Operational Art. Washington, D.C.: Center of Military History, United States Army. pp. 393–414. OCLC 71603395. Consultado em 12 de novembro de 2016. Cópia arquivada em 20 de fevereiro de 2014
- West, Brad (2016). War Memory and Commemoration. Col: Memory Studies: Global Constellations. Londres e New York: Routledge. ISBN 978-1-47245-511-6
- Williams, John (1999). The ANZACS, the Media and the Great War. Sydney: UNSW Press. ISBN 978-0-86840-569-8
- Willmott, Hedley Paul (2009). The Last Century of Sea Power: From Port Arthur to Chanak, 1894–1922. Bloomington: Indiana University Press. ISBN 978-0-253-00356-0

### Diários
- Laidlaw, Private Victor. «Diaries of Private Victor Rupert Laidlaw, 1914–1984». State Library of Victoria, Melbourne, Australia. [manuscript]. Consultado em 19 de maio de 2020. Cópia arquivada em 7 de fevereiro de 2023

### Jornais
- Doyle, Peter; Bennett, Matthew (1999). «Military Geography: The Influence of Terrain in the Outcome of the Gallipoli Campaign, 1915». Londres: Royal Geographical Society. The Geographical Journal. 165 (1): 12–36. Bibcode:1999GeogJ.165...12D. ISSN 0016-7398. JSTOR 3060508. doi:10.2307/3060508
- Ekins, Ashley (2009). «Bloody Ridge: The Assault of Lone Pine». Canberra: Australian War Memorial. Wartime (47): 12–14, 16–18. ISSN 1328-2727
- Erickson, Edward (2001b). «Strength Against Weakness: Ottoman Military Effectiveness at Gallipoli, 1915». The Journal of Military History. 65 (4): 981–1012. ISSN 1543-7795. JSTOR 2677626. doi:10.2307/2677626
- Gilbert, Greg (2013). «Air War Over the Dardanelles». Canberra: Australian War Memorial. Wartime (61): 42–47. ISSN 1328-2727
- Hart, Peter (2007). «War is Helles: The Real Fight for Gallipoli». Canberra: Australian War Memorial. Wartime (38): 10–12. ISSN 1328-2727
- Hart, Peter (2013a). «The Day It All Went Wrong: The Naval Assault Before the Gallipoli Landings». Canberra: Australian War Memorial. Wartime (62): 8–13. ISSN 1328-2727
- Hughes, Matthew (2005). «The French Army at Gallipoli». The RUSI Journal. 153 (3): 64–67. ISSN 0307-1847. doi:10.1080/03071840508522907
- Sheffy, Yigal (2005). «The Chemical Dimension of the Gallipoli Campaign: Introducing Chemical Warfare to the Middle East». Sage Publications. War in History. 12 (3): 278–317. ISSN 1477-0385. doi:10.1191/0968344505wh317oa
- Stevenson, Robert (2007). «The Forgotten First: The 1st Australian Division in the Great War and its Legacy» (PDF). Australian Army Journal. IV (1): 185–99. OCLC 30798241. Consultado em 1 de julho de 2017. Cópia arquivada (PDF) em 12 de março de 2017

### Newspapers
- «Reason for Gallipoli». The Tamworth Daily Observer. V (253). New South Wales, Australia. 21 de outubro de 1915. p. 2. Consultado em 25 de abril de 2018 – via National Library of Australia

### Websites
- «ANZAC Day 2010 – The Gallipoli Campaign» (PDF). Australian Department of Veterans' Affairs. Consultado em 8 de abril de 2010. Cópia arquivada (PDF) em 13 de março de 2013
- «Anzac Day Today». rsa.org.nz. 4 de janeiro de 2011. Cópia arquivada em 4 de fevereiro de 2012
- «AWM 4-10-2-47 2nd Light Horse Brigade War Diary de novembro de 1918 Appendix 3» (pdf). Headquarters 2nd Light Horse Brigade. Consultado em 27 de abril de 2013. Cópia arquivada em 22 de dezembro de 2018
- «Cape Helles Memorial to the Missing». Commonwealth War Graves Commission. Consultado em 3 de dezembro de 2006. Cópia arquivada em 12 de julho de 2007
- «Enumerating New Zealand Expeditionary Force Service on Gallipoli» (PDF). Manatū Taonga, the Ministry for Culture and Heritage. Ministry for Culture and Heritage (MCH) and the New Zealand Defence Force (NZDF). 2016. Consultado em 21 de março de 2016. Cópia arquivada (PDF) em 11 de junho de 2016
- «Gallipoli Casualties by Country». NZ History. New Zealand Ministry for Culture and Heritage. 1 de março de 2016. Consultado em 15 de janeiro de 2017. Cópia arquivada em 2 de fevereiro de 2017
- «ebook Phenomenal and Wicked: Attrition and Reinforcements in the New Zealand Expeditionary Force at Gallipoli». New Zealand Defence Force. 2020. Consultado em 19 de agosto de 2020. Cópia arquivada em 8 de agosto de 2020
- Green, David (28 de agosto de 2013). «How Many New Zealanders Served on Gallipoli?». Consultado em 26 de novembro de 2015. Cópia arquivada em 26 de novembro de 2015
- Hammer, Joshua. «A New View of the Battle of Gallipoli, One of the Bloodiest Conflicts of World War I». Smithsonian. Consultado em 23 de outubro de 2017. Cópia arquivada em 23 de outubro de 2017
- Keane, Daniel (22 de abril de 2015). «Eric Bogle: Australia's anti-war balladeer reflects on his Anzac anthem and his upcoming trip to Gallipoli». ABC News. Australian Broadcasting Corporation. Consultado em 11 de outubro de 2016. Cópia arquivada em 11 de outubro de 2016
- Kirbaki, Yorgo (24 de abril de 2015). «Ottoman military graveyard found on Greek island off Gallipoli». Hurriyet Daily News. Consultado em 7 de novembro de 2017. Cópia arquivada em 7 de novembro de 2017
- «Kurtuluş Savaşı Komutanları». canakkalesehitlik.net. 5 de maio de 2015. Consultado em 18 de março de 2017. Cópia arquivada em 18 de março de 2017
- «Lead Contamination Closes Corner Brook Armoury». CBC News. 12 de janeiro de 2012. Consultado em 18 de janeiro de 2017. Cópia arquivada em 18 de janeiro de 2017
- «Nazi Shell in Egypt Wounds One of British Empire's Most Fabulous Soldiers». Life. 17 de agosto de 1942. p. 28. Consultado em 19 de novembro de 2011. Cópia arquivada em 7 de fevereiro de 2023
- «Portianos Military Cemetery». Commonwealth War Graves Commission. Consultado em 28 de abril de 2013. Cópia arquivada em 20 de maio de 2013
- Taskiran, Cemalettin (18 de março de 2005). «Entente Attacks on Turkish Patients & Wounded». The Journal of the Turkish Weekly. Consultado em 2 de dezembro de 2006. Cópia arquivada em 15 de maio de 2015
- «West Mudros Moslem Cemetery». Commonwealth War Graves Commission. Consultado em 28 de abril de 2013. Cópia arquivada em 22 de fevereiro de 2014
- Wilson, Ross. «Street Names: The Local, National and International Memory of the First World War». World War I Centenary: Continuations and Beginnings. University of Oxford. Consultado em 18 de janeiro de 2017. Cópia arquivada em 18 de janeiro de 2017